# Pseudomiza flavitincta
Pseudomiza flavitincta är en fjärilsart som beskrevs av Alfred Ernest Wileman 1915. Pseudomiza flavitincta ingår i släktet Pseudomiza och familjen mätare. Inga underarter finns listade.

## Bildgalleri

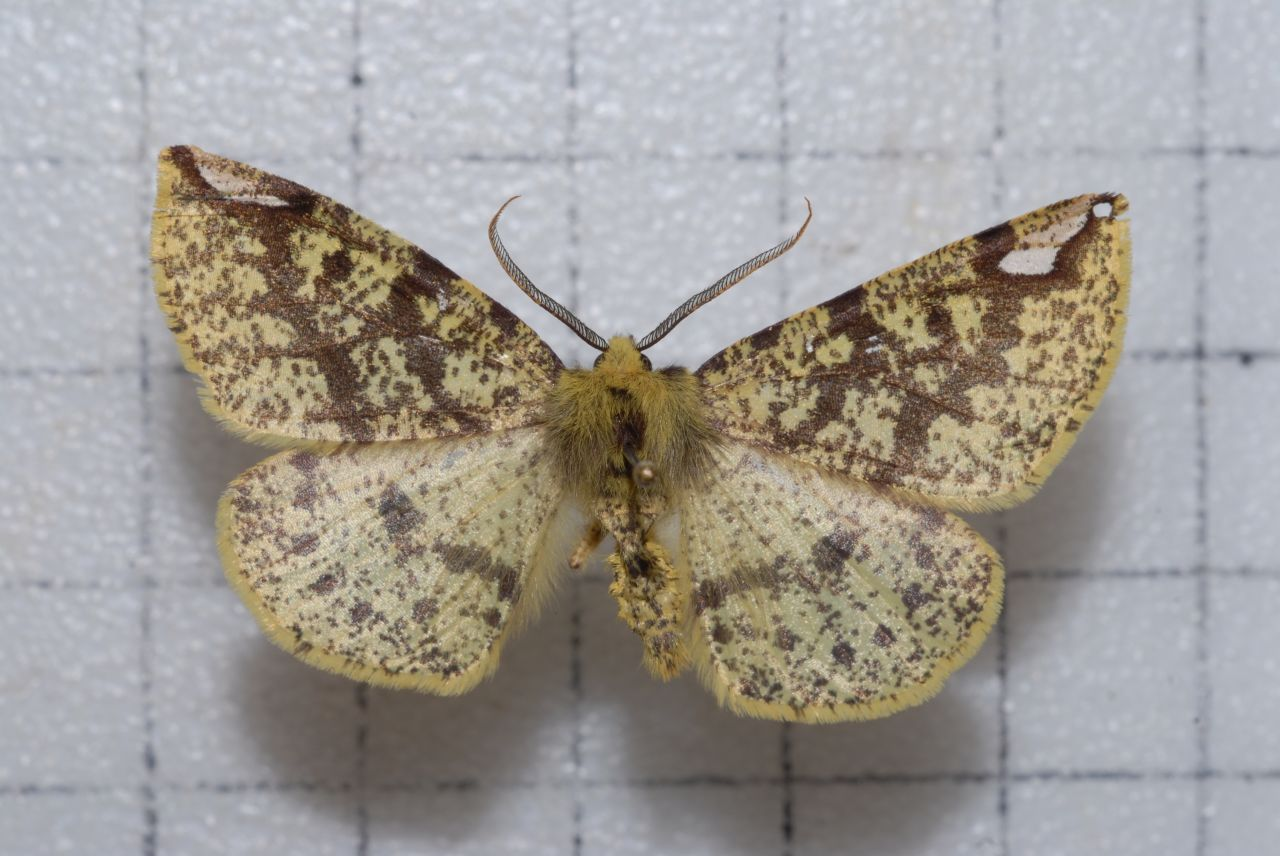
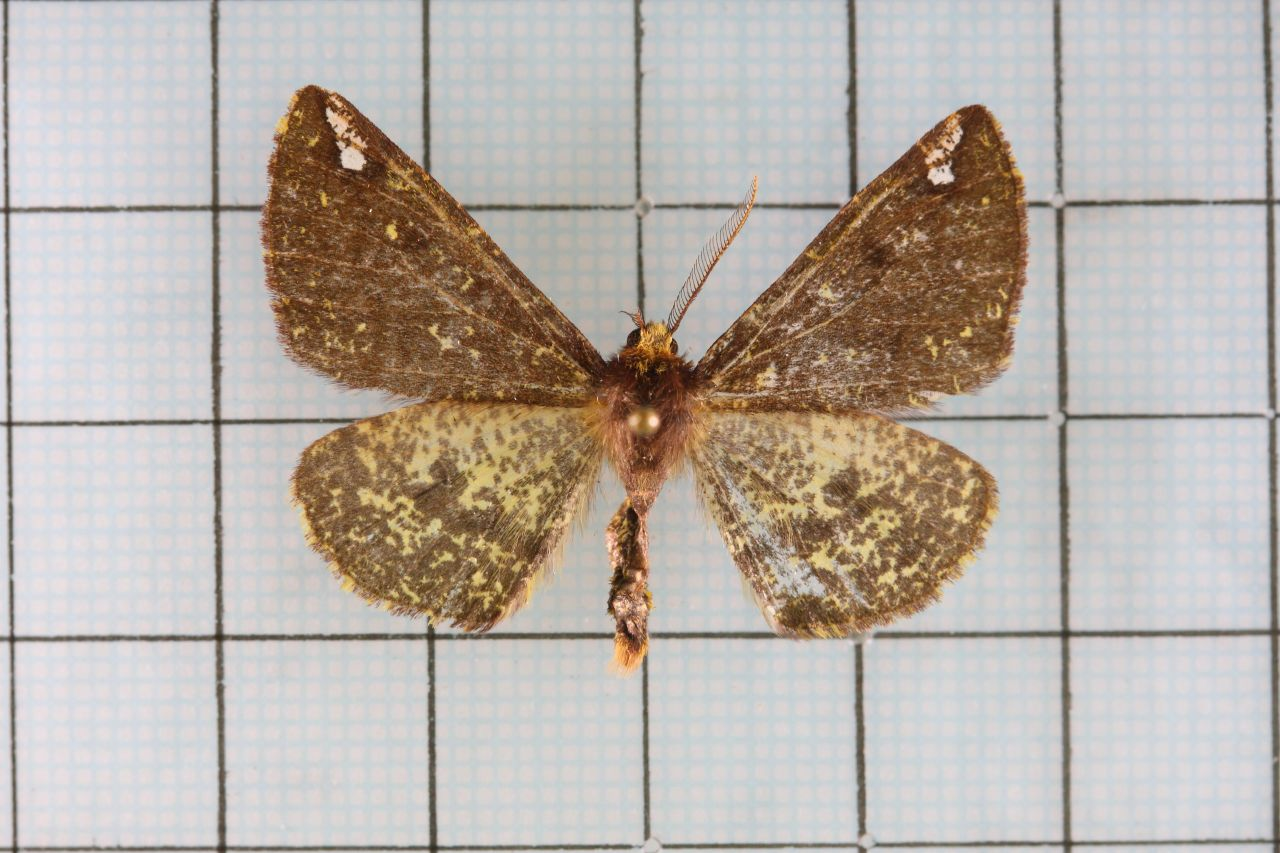